# Árpád Pál (deputat)
Árpád Pál (n. 20 martie 1954, Gheorgheni, Harghita, România) este un politician român care a ocupat funcția de deputat în legislatura 2008-2012 din partea UDMR în județul Harghita.
A fost trimis în judecată în 8 august 2014 de procurorii Parchetului de pe lângă Înalta Curte de Casație și Justiție pentru conflict de interese.